# Tucson Roadrunners
Die Tucson Roadrunners sind ein US-amerikanisches Eishockeyfranchise aus Tucson im US-Bundesstaat Arizona. Das Team spielt seit der Saison 2016/17 in der American Hockey League (AHL) und fungiert als Farmteam der Utah Mammoth aus der National Hockey League. Das Franchise wurde bereits 1994 unter dem Namen Springfield Falcons gegründet.

## Geschichte
Im April 2016 gaben die Arizona Coyotes aus der National Hockey League bekannt, dass sie erfolgreiche Gespräche mit den Springfield Falcons über einen Kauf des Franchises geführt hatten. Einher ging damit die Umsiedlung nach Tucson. Das Team war seit 1994 in Springfield beheimatet gewesen.
Als Beiname des neuen Teams wurde im Juni 2016 „Roadrunners“ in Anlehnung an diverse Franchises mit dem Namen Phoenix Roadrunners zwischen 1967 und 2009 gewählt. Im Jahre 2024 ging die NHL-Kooperation mit dem Umzug der Coyotes nach Salt Lake City zum Utah Hockey Club über, der sich im Mai 2025 in Utah Mammoth umbenannte.